# Chloroclystis continuata
Chloroclystis continuata là một loài bướm đêm trong họ Geometridae.